# Benelux-verdrag inzake de intellectuele eigendom
Het Benelux-verdrag inzake de intellectuele eigendom (merken en tekeningen of modellen) gedateerd 25 februari 2005 trad op 1 september 2006 in werking. Het verdrag regelt:
- bescherming in het Benelux-gebied van merken, tekeningen en modellen,
- samenvoeging van het Benelux-Merkenbureau en het Benelux-Bureau voor Tekeningen of Modellen in het Benelux-Bureau voor de Intellectuele Eigendom,
- Recapitulatie van de vigerende wetgeving met betrekking tot merken, tekeningen en modellen in één tekst.